# Marc Anthony/Auszeichnungen für Musikverkäufe

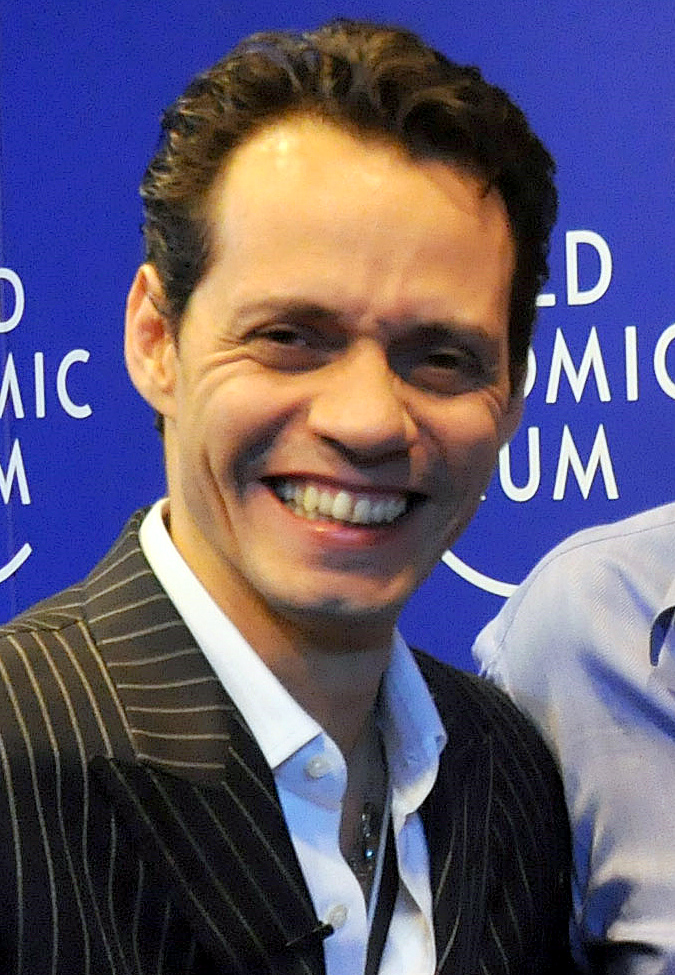
Marc Anthony (2010)

Dies ist eine Übersicht über die Auszeichnungen für Musikverkäufe des US-amerikanischen Pop-Sängers Marc Anthony (* 1968). Die Auszeichnungen finden sich nach ihrer Art (Gold, Platin usw.), nach Staaten getrennt in chronologischer Reihenfolge, geordnet sowie nach den Tonträgern selbst, ebenfalls in chronologischer Reihenfolge, getrennt nach Medium (Alben, Singles usw.), wieder.

## Auszeichnungen
| - Vereinigtes Königreich - 2022: für die Single Rain Over Me - 2025: für die Single Vivir Mi Vida - Argentinien - 2004: für das Album Amar sin mentiras - Australien - 2000: für die Single I Need to Know - Belgien - 1999: für die Single I Want to Spend My Lifetime Loving You - 2000: für die Single You Sang to Me - 2012: für die Single Rain Over Me - Dänemark - 2011: für die Single Rain Over Me - Deutschland - 2011: für die Single Rain Over Me - Ecuador - 2016: für die Single Deja Que Te Bese - Finnland - 2011: für die Single Rain Over Me - Frankreich - 1998: für die Single I Want to Spend My Lifetime Loving You - Mexiko - 2014: für die Single Ahora quien - 2015: für die Single Valió la pena - 2017: für die Single Traidora - 2019: für die Single Olvídame y pega la vuelta - 2019: für die Autorenbeteiligung Ni tú ni yo - 2020: für die Single No me ames - 2024: für die Single Un Amor Eterno - 2024: für das Album Opus - Neuseeland - 2000: für die Single You Sang to Me - Niederlande - 2000: für das Album Marc Anthony - 2000: für die Single You Sang to Me - Norwegen - 2000: für die Single You Sang to Me - 2003: für das Album Mended - Österreich - 2000: für die Single You Sang to Me - 2012: für die Single Rain Over Me - Peru - 2016: für die Single Deja Que Te Bese - 2021: für das Album Opus - Polen - 2022: für die Single La gozadera - Portugal - 2003: für das Album Mended - Schweden - 2000: für die Single You Sang to Me - 2000: für das Album Marc Anthony - Schweiz - 2000: für das Album Marc Anthony - Spanien - 2000: für das Album Marc Anthony - 2002: für das Album Desde un principio: From the Beginning - 2004: für das Album Valió la pena - 2017: für die Autorenbeteiligung Ni tú ni yo (Jennifer Lopez) - 2024: für die Single Adicto - 2024: für die Single Ahora quien - 2024: für die Single Cuando nos volvamos a encontrar - 2024: für die Single La Fórmula - 2024: für die Single Parecen viernes - 2024: für die Single Vivir lo nuestro - 2024: für die Single Que precio tiene el cielo - 2024: für die Single Y como es el - 2025: für die Single Pa’lla voy - 2025: für die Single Volver - Vereinigte Staaten - 1997: für das Album Todo a su tiempo - 1998: für das Album Contra la corriente - 1999: für die Single I Need to Know - 2000: für das Album Desde un principio: From the Beginning - 2001: für das Album Libre - 2002: für das Album Mended - 2022: für das Album Pa’lla voy (Latin) | - Chile - 2013: für das Album 3.0 - Dänemark - 2012: für das Streaming Rain Over Me - 2018: für das Album Marc Anthony - Italien - 2014: für die Single Rain Over Me - 2016: für die Single La gozadera - 2018: für die Single Vivir Mi Vida - Kanada - 2002: für das Album Mended - Kolumbien - 2021: für das Album Opus - Mexiko - 2004: für das Album Amar sin mentiras - 2010: für das Album Iconos - 2017: für die Single Deja Que Te Bese - 2024: für die Single Tu Vida en la Mía - Neuseeland - 2000: für das Album Marc Anthony - 2015: für die Single Rain Over Me - Norwegen - 2000: für das Album Marc Anthony - Spanien - 2002: für das Album Mended - 2007: für das Album Amar sin mentiras - 2007: für das Album Sigo Siendo Yo: Grandes Éxitos - 2010: für die Single Recuérdame - 2012: für die Single Rain Over Me - 2014: für das Streaming Vivir Mi Vida - 2021: für das Album 3.0 - 2024: für die Single Convénceme - 2024: für die Single Valió la pena - 2024: für die Single Yo Tambien - 2024: für das Lied Flor Pálida - 2024: für die Single Tu amor me hace bien - 2025: für die Single De vuelta pa’ la vuelta - Uruguay - 2013: für das Album 3.0 - Vereinigte Staaten - 2022: für das Album Nada de Nada (Latin) - Mexiko - 2023: für die Single Felices los 4 (Remix) - Australien - 2011: für die Single Rain Over Me - Kanada - 2006: für das Album Marc Anthony - 2013: für die Single Rain Over Me - Mexiko - 2014: für die Single Rain Over Me - 2024: für die Single Parecen viernes - 2025: für die Single Está rico - Schweden - 2012: für die Single Rain over Me - Schweiz - 2012: für die Single Rain over Me - Spanien - 2016: für die Single Traidora - 2024: für die Single Está rico - Vereinigte Staaten - 2004: für das Album Amar sin mentiras (Latin) - 2005: für das Album Valió la pena (Latin) - 2019: für die Single Parecen viernes (Latin) - 2020: für die Single Rain Over Me - 2021: für das Album Opus (Latin) - 2022: für die Single Mala (Latin) | - Mexiko - 2023: für die Single La Gozadera - Mexiko - 2025: für die Single Vivir Mi Vida - Spanien - 2017: für die Single Deja Que Te Bese - Vereinigte Staaten - 2001: für das Album Marc Anthony - 2022: für die Single Pa’lla voy (Latin) - Mexiko - 2024: für das Album 3.0 - Spanien - 2024: für die Single Vivir Mi Vida - Vereinigte Staaten - 2001: für das Album Libre (Latin) - Norwegen - 2012: für die Single Rain over Me - Vereinigte Staaten - 2020: für das Album Iconos (Latin) - 2021: für die Single Adicto (Latin) - Spanien - 2024: für die Single La gozadera - Vereinigte Staaten - 2024: für die Single Cuando nos volvamos a encontrar (Latin) - Spanien - 2007: für die Autorenbeteiligung Qué hiciste (Jennifer Lopez) - Vereinigte Staaten - 2017: für die Single La gozadera (Latin) - Vereinigte Staaten - 2021: für das Album 3.0 (Latin) - Kolumbien - 2021: für das Album 3.0 - Spanien - 2007: für den Ringtone Qué hiciste - Vereinigte Staaten - 2015: für die Single Vivir Mi Vida (Latin) - Vereinigte Staaten - 2022: für die Single Yo Tambien (Latin) - Mexiko - 2023: für die Single La Gozadera - 2025: für die Single Yo Tambien - Mexiko - 2025: für die Single Vivir Mi Vida |

## Auszeichnungen nach Alben

### Todo a su tiempo
| Land/Region               | Auszeichnungen für Musikverkäufe (Land/Region, Auszeichnung, Verkäufe) | Verkäufe |
| ------------------------- | ---------------------------------------------------------------------- | -------- |
| Vereinigte Staaten (RIAA) | Gold                                                                   | 500.000  |
| Insgesamt                 | 1× Gold ·                                                              | 500.000  |

### Contra la corriente
| Land/Region               | Auszeichnungen für Musikverkäufe (Land/Region, Auszeichnung, Verkäufe) | Verkäufe |
| ------------------------- | ---------------------------------------------------------------------- | -------- |
| Vereinigte Staaten (RIAA) | Gold                                                                   | 500.000  |
| Insgesamt                 | 1× Gold ·                                                              | 500.000  |

### Marc Anthony
| Land/Region               | Auszeichnungen für Musikverkäufe (Land/Region, Auszeichnung, Verkäufe) | Verkäufe  |
| ------------------------- | ---------------------------------------------------------------------- | --------- |
| Dänemark (IFPI)           | Platin                                                                 | 20.000    |
| Kanada (MC)               | 2× Platin                                                              | 200.000   |
| Neuseeland (RMNZ)         | Platin                                                                 | 15.000    |
| Niederlande (NVPI)        | Gold                                                                   | 40.000    |
| Norwegen (IFPI)           | Platin                                                                 | 50.000    |
| Schweden (IFPI)           | Gold                                                                   | 40.000    |
| Schweiz (IFPI)            | Gold                                                                   | 25.000    |
| Spanien (Promusicae)      | Gold                                                                   | 50.000    |
| Vereinigte Staaten (RIAA) | 3× Platin                                                              | 3.000.000 |
| Insgesamt                 | 4× Gold · 8× Platin ·                                                  | 3.440.000 |

### Desde un principio: From the Beginning
| Land/Region               | Auszeichnungen für Musikverkäufe (Land/Region, Auszeichnung, Verkäufe) | Verkäufe |
| ------------------------- | ---------------------------------------------------------------------- | -------- |
| Spanien (Promusicae)      | Gold                                                                   | 50.000   |
| Vereinigte Staaten (RIAA) | Gold                                                                   | 500.000  |
| Insgesamt                 | 2× Gold ·                                                              | 550.000  |

### Libre
| Land/Region               | Auszeichnungen für Musikverkäufe (Land/Region, Auszeichnung, Verkäufe) | Verkäufe |
| ------------------------- | ---------------------------------------------------------------------- | -------- |
| Vereinigte Staaten (RIAA) | Gold                                                                   | 500.000  |
| Insgesamt                 | 1× Gold ·                                                              | 500.000  |

### Mended
| Land/Region               | Auszeichnungen für Musikverkäufe (Land/Region, Auszeichnung, Verkäufe) | Verkäufe |
| ------------------------- | ---------------------------------------------------------------------- | -------- |
| Kanada (MC)               | Platin                                                                 | 100.000  |
| Norwegen (IFPI)           | Gold                                                                   | 20.000   |
| Portugal (AFP)            | Gold                                                                   | 20.000   |
| Spanien (Promusicae)      | Platin                                                                 | 100.000  |
| Vereinigte Staaten (RIAA) | Gold                                                                   | 500.000  |
| Insgesamt                 | 3× Gold · 2× Platin ·                                                  | 740.000  |

### Amar sin mentiras
| Land/Region               | Auszeichnungen für Musikverkäufe (Land/Region, Auszeichnung, Verkäufe) | Verkäufe |
| ------------------------- | ---------------------------------------------------------------------- | -------- |
| Argentinien (CAPIF)       | Gold                                                                   | 20.000   |
| Mexiko (AMPROFON)         | Platin                                                                 | 100.000  |
| Spanien (Promusicae)      | Platin                                                                 | 100.000  |
| Vereinigte Staaten (RIAA) | 2× Platin                                                              | 200.000  |
| Insgesamt                 | 1× Gold · 4× Platin ·                                                  | 600.000  |

### Valió la pena
| Land/Region               | Auszeichnungen für Musikverkäufe (Land/Region, Auszeichnung, Verkäufe) | Verkäufe |
| ------------------------- | ---------------------------------------------------------------------- | -------- |
| Spanien (Promusicae)      | Gold                                                                   | 50.000   |
| Vereinigte Staaten (RIAA) | 2× Platin                                                              | 200.000  |
| Insgesamt                 | 1× Gold · 2× Platin ·                                                  | 250.000  |

### Sigo siendo yo (grandes éxitos)
| Land/Region          | Auszeichnungen für Musikverkäufe (Land/Region, Auszeichnung, Verkäufe) | Verkäufe |
| -------------------- | ---------------------------------------------------------------------- | -------- |
| Spanien (Promusicae) | Platin                                                                 | 80.000   |
| Insgesamt            | 1× Platin ·                                                            | 80.000   |

### Iconos
| Land/Region               | Auszeichnungen für Musikverkäufe (Land/Region, Auszeichnung, Verkäufe) | Verkäufe |
| ------------------------- | ---------------------------------------------------------------------- | -------- |
| Mexiko (AMPROFON)         | Platin                                                                 | 60.000   |
| Vereinigte Staaten (RIAA) | 5× Platin                                                              | 300.000  |
| Insgesamt                 | 6× Platin ·                                                            | 360.000  |

### 3.0
| Land/Region               | Auszeichnungen für Musikverkäufe (Land/Region, Auszeichnung, Verkäufe) | Verkäufe  |
| ------------------------- | ---------------------------------------------------------------------- | --------- |
| Chile (IFPI)              | Platin                                                                 | 15.000    |
| Kolumbien (ASINCOL)       | 14× Platin                                                             | 140.000   |
| Mexiko (AMPROFON)         | 4× Platin                                                              | 240.000   |
| Spanien (Promusicae)      | Platin                                                                 | 40.000    |
| Uruguay (CUD)             | Platin                                                                 | 4.000     |
| Vereinigte Staaten (RIAA) | 13× Platin                                                             | 780.000   |
| Insgesamt                 | 24× Platin · 1× Diamant ·                                              | 1.209.000 |

### Opus
| Land/Region               | Auszeichnungen für Musikverkäufe (Land/Region, Auszeichnung, Verkäufe) | Verkäufe |
| ------------------------- | ---------------------------------------------------------------------- | -------- |
| Kolumbien (ASINCOL)       | Platin                                                                 | 10.000   |
| Mexiko (AMPROFON)         | Gold                                                                   | 30.000   |
| Peru (UNIMPRO)            | Gold                                                                   | 10.000   |
| Vereinigte Staaten (RIAA) | 2× Platin                                                              | 120.000  |
| Insgesamt                 | 2× Gold · 3× Platin ·                                                  | 170.000  |

### Convénceme
| Land/Region          | Auszeichnungen für Musikverkäufe (Land/Region, Auszeichnung, Verkäufe) | Verkäufe |
| -------------------- | ---------------------------------------------------------------------- | -------- |
| Spanien (Promusicae) | Platin                                                                 | 60.000   |
| Insgesamt            | 1× Platin ·                                                            | 60.000   |

### Un Amor Eterno
| Land/Region       | Auszeichnungen für Musikverkäufe (Land/Region, Auszeichnung, Verkäufe) | Verkäufe |
| ----------------- | ---------------------------------------------------------------------- | -------- |
| Mexiko (AMPROFON) | Gold                                                                   | 70.000   |
| Insgesamt         | 1× Gold ·                                                              | 70.000   |

### De vuelta pa’ la vuelta
| Land/Region          | Auszeichnungen für Musikverkäufe (Land/Region, Auszeichnung, Verkäufe) | Verkäufe |
| -------------------- | ---------------------------------------------------------------------- | -------- |
| Spanien (Promusicae) | Platin                                                                 | 60.000   |
| Insgesamt            | 1× Platin ·                                                            | 60.000   |

### Pa’lla voy
| Land/Region               | Auszeichnungen für Musikverkäufe (Land/Region, Auszeichnung, Verkäufe) | Verkäufe |
| ------------------------- | ---------------------------------------------------------------------- | -------- |
| Vereinigte Staaten (RIAA) | Gold                                                                   | 30.000   |
| Insgesamt                 | 1× Gold ·                                                              | 30.000   |

## Auszeichnungen nach Singles

### Vivir lo nuestro
| Land/Region          | Auszeichnungen für Musikverkäufe (Land/Region, Auszeichnung, Verkäufe) | Verkäufe |
| -------------------- | ---------------------------------------------------------------------- | -------- |
| Spanien (Promusicae) | Gold                                                                   | 30.000   |
| Insgesamt            | 1× Gold ·                                                              | 30.000   |

### I Want to Spend My Lifetime Loving You
| Land/Region       | Auszeichnungen für Musikverkäufe (Land/Region, Auszeichnung, Verkäufe) | Verkäufe |
| ----------------- | ---------------------------------------------------------------------- | -------- |
| Belgien (BRMA)    | Gold                                                                   | 25.000   |
| Frankreich (SNEP) | Gold                                                                   | 250.000  |
| Insgesamt         | 2× Gold ·                                                              | 275.000  |

### No me ames
| Land/Region       | Auszeichnungen für Musikverkäufe (Land/Region, Auszeichnung, Verkäufe) | Verkäufe |
| ----------------- | ---------------------------------------------------------------------- | -------- |
| Mexiko (AMPROFON) | Gold                                                                   | 30.000   |
| Insgesamt         | 1× Gold ·                                                              | 30.000   |

### I Need to Know
| Land/Region               | Auszeichnungen für Musikverkäufe (Land/Region, Auszeichnung, Verkäufe) | Verkäufe |
| ------------------------- | ---------------------------------------------------------------------- | -------- |
| Australien (ARIA)         | Gold                                                                   | 35.000   |
| Vereinigte Staaten (RIAA) | Gold                                                                   | 500.000  |
| Insgesamt                 | 2× Gold ·                                                              | 535.000  |

### You Sang to Me
| Land/Region        | Auszeichnungen für Musikverkäufe (Land/Region, Auszeichnung, Verkäufe) | Verkäufe |
| ------------------ | ---------------------------------------------------------------------- | -------- |
| Belgien (BRMA)     | Gold                                                                   | 25.000   |
| Neuseeland (RMNZ)  | Gold                                                                   | 5.000    |
| Niederlande (NVPI) | Gold                                                                   | 40.000   |
| Norwegen (IFPI)    | Gold                                                                   | 10.000   |
| Österreich (IFPI)  | Gold                                                                   | 25.000   |
| Schweden (IFPI)    | Gold                                                                   | 15.000   |
| Insgesamt          | 6× Gold ·                                                              | 120.000  |

### Ahora quien
| Land/Region          | Auszeichnungen für Musikverkäufe (Land/Region, Auszeichnung, Verkäufe) | Verkäufe |
| -------------------- | ---------------------------------------------------------------------- | -------- |
| Mexiko (AMPROFON)    | Gold                                                                   | 30.000   |
| Spanien (Promusicae) | Gold                                                                   | 30.000   |
| Insgesamt            | 2× Gold ·                                                              | 60.000   |

### Valió la pena
| Land/Region          | Auszeichnungen für Musikverkäufe (Land/Region, Auszeichnung, Verkäufe) | Verkäufe |
| -------------------- | ---------------------------------------------------------------------- | -------- |
| Mexiko (AMPROFON)    | Gold                                                                   | 30.000   |
| Spanien (Promusicae) | Platin                                                                 | 60.000   |
| Insgesamt            | 1× Gold · 1× Platin ·                                                  | 90.000   |

### Tu amor me hace bien
| Land/Region          | Auszeichnungen für Musikverkäufe (Land/Region, Auszeichnung, Verkäufe) | Verkäufe |
| -------------------- | ---------------------------------------------------------------------- | -------- |
| Spanien (Promusicae) | Platin                                                                 | 60.000   |
| Insgesamt            | 1× Platin ·                                                            | 60.000   |

### Que precio tiene el cielo
| Land/Region          | Auszeichnungen für Musikverkäufe (Land/Region, Auszeichnung, Verkäufe) | Verkäufe |
| -------------------- | ---------------------------------------------------------------------- | -------- |
| Spanien (Promusicae) | Gold                                                                   | 30.000   |
| Insgesamt            | 1× Gold ·                                                              | 30.000   |

### Recuérdame
| Land/Region          | Auszeichnungen für Musikverkäufe (Land/Region, Auszeichnung, Verkäufe) | Verkäufe |
| -------------------- | ---------------------------------------------------------------------- | -------- |
| Spanien (Promusicae) | Platin                                                                 | 40.000   |
| Insgesamt            | 1× Platin ·                                                            | 40.000   |

### Rain Over Me
| Land/Region                  | Auszeichnungen für Musikverkäufe (Land/Region, Auszeichnung, Verkäufe) | Verkäufe  |
| ---------------------------- | ---------------------------------------------------------------------- | --------- |
| Australien (ARIA)            | 2× Platin                                                              | 140.000   |
| Belgien (BRMA)               | Gold                                                                   | 15.000    |
| Dänemark (IFPI)              | Gold                                                                   | 15.000    |
| Deutschland (BVMI)           | Gold                                                                   | 150.000   |
| Finnland (IFPI)              | Gold                                                                   | 7.920     |
| Frankreich (SNEP)            | —                                                                      | 108.400   |
| Italien (FIMI)               | Platin                                                                 | 30.000    |
| Kanada (MC)                  | 2× Platin                                                              | 160.000   |
| Mexiko (AMPROFON)            | 2× Platin                                                              | 120.000   |
| Neuseeland (RMNZ)            | Platin                                                                 | 15.000    |
| Norwegen (IFPI)              | 5× Platin                                                              | 50.000    |
| Österreich (IFPI)            | Gold                                                                   | 15.000    |
| Schweden (IFPI)              | 2× Platin                                                              | 80.000    |
| Schweiz (IFPI)               | 2× Platin                                                              | 60.000    |
| Spanien (Promusicae)         | Platin                                                                 | 40.000    |
| Vereinigte Staaten (RIAA)    | 2× Platin                                                              | 2.000.000 |
| Vereinigtes Königreich (BPI) | Silber                                                                 | 200.000   |
| Insgesamt                    | 1× Silber · 5× Gold · 20× Platin ·                                     | 3.206.320 |

### Vivir Mi Vida
| Land/Region                  | Auszeichnungen für Musikverkäufe (Land/Region, Auszeichnung, Verkäufe) | Verkäufe  |
| ---------------------------- | ---------------------------------------------------------------------- | --------- |
| Italien (FIMI)               | Platin                                                                 | 30.000    |
| Mexiko (AMPROFON)            | 2× Diamant · + 3× Platin                                               | 780.000   |
| Spanien (Promusicae)         | 4× Platin                                                              | 240.000   |
| Vereinigte Staaten (RIAA)    | 16× Platin                                                             | 960.000   |
| Vereinigtes Königreich (BPI) | Silber                                                                 | 200.000   |
| Insgesamt                    | 1× Silber · 14× Platin · 3× Diamant ·                                  | 2.210.000 |

### Y como es el
| Land/Region          | Auszeichnungen für Musikverkäufe (Land/Region, Auszeichnung, Verkäufe) | Verkäufe |
| -------------------- | ---------------------------------------------------------------------- | -------- |
| Spanien (Promusicae) | Gold                                                                   | 30.000   |
| Insgesamt            | 1× Gold ·                                                              | 30.000   |

### Cuando nos volvamos a encontrar
| Land/Region               | Auszeichnungen für Musikverkäufe (Land/Region, Auszeichnung, Verkäufe) | Verkäufe |
| ------------------------- | ---------------------------------------------------------------------- | -------- |
| Spanien (Promusicae)      | Gold                                                                   | 30.000   |
| Vereinigte Staaten (RIAA) | 6× Platin                                                              | 360.000  |
| Insgesamt                 | 1× Gold · 6× Platin ·                                                  | 390.000  |

### Yo tambien
| Land/Region               | Auszeichnungen für Musikverkäufe (Land/Region, Auszeichnung, Verkäufe) | Verkäufe  |
| ------------------------- | ---------------------------------------------------------------------- | --------- |
| Mexiko (AMPROFON)         | Diamant                                                                | 300.000   |
| Spanien (Promusicae)      | Platin                                                                 | 60.000    |
| Vereinigte Staaten (RIAA) | 19× Platin                                                             | 360.000   |
| Insgesamt                 | 10× Platin · 2× Diamant ·                                              | 1.500.000 |

### La gozadera
| Land/Region               | Auszeichnungen für Musikverkäufe (Land/Region, Auszeichnung, Verkäufe) | Verkäufe  |
| ------------------------- | ---------------------------------------------------------------------- | --------- |
| Italien (FIMI)            | Platin                                                                 | 50.000    |
| Mexiko (AMPROFON)         | Diamant · + 5× Gold                                                    | 450.000   |
| Polen (ZPAV)              | Gold                                                                   | 25.000    |
| Spanien (Promusicae)      | 6× Platin                                                              | 360.000   |
| Vereinigte Staaten (RIAA) | 12× Platin                                                             | 720.000   |
| Insgesamt                 | 2× Gold · 11× Platin · 2× Diamant ·                                    | 1.605.000 |

### Traidora
| Land/Region          | Auszeichnungen für Musikverkäufe (Land/Region, Auszeichnung, Verkäufe) | Verkäufe |
| -------------------- | ---------------------------------------------------------------------- | -------- |
| Mexiko (AMPROFON)    | Gold                                                                   | 30.000   |
| Spanien (Promusicae) | 2× Platin                                                              | 80.000   |
| Insgesamt            | 1× Gold · 2× Platin ·                                                  | 110.000  |

### Olvídame y pega la vuelta
| Land/Region       | Auszeichnungen für Musikverkäufe (Land/Region, Auszeichnung, Verkäufe) | Verkäufe |
| ----------------- | ---------------------------------------------------------------------- | -------- |
| Mexiko (AMPROFON) | Gold                                                                   | 30.000   |
| Insgesamt         | 1× Gold ·                                                              | 30.000   |

### Deja que te besé
| Land/Region          | Auszeichnungen für Musikverkäufe (Land/Region, Auszeichnung, Verkäufe) | Verkäufe |
| -------------------- | ---------------------------------------------------------------------- | -------- |
| Ecuador (SOPROFON)   | Gold                                                                   | 3.000    |
| Mexiko (AMPROFON)    | Platin                                                                 | 60.000   |
| Spanien (Promusicae) | 3× Platin                                                              | 120.000  |
| Peru (UNIMPRO)       | Gold                                                                   | 10.000   |
| Insgesamt            | 2× Gold · 4× Platin ·                                                  | 193.000  |

### Está rico
| Land/Region          | Auszeichnungen für Musikverkäufe (Land/Region, Auszeichnung, Verkäufe) | Verkäufe |
| -------------------- | ---------------------------------------------------------------------- | -------- |
| Mexiko (AMPROFON)    | 2× Platin                                                              | 120.000  |
| Spanien (Promusicae) | 2× Platin                                                              | 120.000  |
| Insgesamt            | 4× Platin ·                                                            | 240.000  |

### Adicto
| Land/Region               | Auszeichnungen für Musikverkäufe (Land/Region, Auszeichnung, Verkäufe) | Verkäufe |
| ------------------------- | ---------------------------------------------------------------------- | -------- |
| Spanien (Promusicae)      | Gold                                                                   | 30.000   |
| Vereinigte Staaten (RIAA) | 5× Platin                                                              | 300.000  |
| Insgesamt                 | 1× Gold · 5× Platin ·                                                  | 330.000  |

### Tu Vida en la Mía
| Land/Region       | Auszeichnungen für Musikverkäufe (Land/Region, Auszeichnung, Verkäufe) | Verkäufe |
| ----------------- | ---------------------------------------------------------------------- | -------- |
| Mexiko (AMPROFON) | Platin                                                                 | 60.000   |
| Insgesamt         | 1× Platin ·                                                            | 60.000   |

### Parecen viernes
| Land/Region               | Auszeichnungen für Musikverkäufe (Land/Region, Auszeichnung, Verkäufe) | Verkäufe |
| ------------------------- | ---------------------------------------------------------------------- | -------- |
| Mexiko (AMPROFON)         | 2× Platin                                                              | 120.000  |
| Spanien (Promusicae)      | Gold                                                                   | 30.000   |
| Vereinigte Staaten (RIAA) | 2× Platin                                                              | 120.000  |
| Insgesamt                 | 1× Gold · 4× Platin ·                                                  | 270.000  |

### Felices los 4 (Remix)
| Land/Region       | Auszeichnungen für Musikverkäufe (Land/Region, Auszeichnung, Verkäufe) | Verkäufe |
| ----------------- | ---------------------------------------------------------------------- | -------- |
| Mexiko (AMPROFON) | 3× Gold                                                                | 90.000   |
| Insgesamt         | 1× Gold · 1× Platin ·                                                  | 90.000   |

### Pa’lla voy
| Land/Region               | Auszeichnungen für Musikverkäufe (Land/Region, Auszeichnung, Verkäufe) | Verkäufe |
| ------------------------- | ---------------------------------------------------------------------- | -------- |
| Spanien (Promusicae)      | Gold                                                                   | 30.000   |
| Vereinigte Staaten (RIAA) | 3× Platin                                                              | 180.000  |
| Insgesamt                 | 1× Gold · 3× Platin ·                                                  | 210.000  |

### Mala
| Land/Region               | Auszeichnungen für Musikverkäufe (Land/Region, Auszeichnung, Verkäufe) | Verkäufe |
| ------------------------- | ---------------------------------------------------------------------- | -------- |
| Vereinigte Staaten (RIAA) | 2× Platin                                                              | 120.000  |
| Insgesamt                 | 2× Platin ·                                                            | 120.000  |

### Nada de Nada
| Land/Region               | Auszeichnungen für Musikverkäufe (Land/Region, Auszeichnung, Verkäufe) | Verkäufe |
| ------------------------- | ---------------------------------------------------------------------- | -------- |
| Vereinigte Staaten (RIAA) | Platin                                                                 | 60.000   |
| Insgesamt                 | 1× Platin ·                                                            | 60.000   |

### La Fórmula
| Land/Region          | Auszeichnungen für Musikverkäufe (Land/Region, Auszeichnung, Verkäufe) | Verkäufe |
| -------------------- | ---------------------------------------------------------------------- | -------- |
| Spanien (Promusicae) | Gold                                                                   | 30.000   |
| Insgesamt            | 1× Gold ·                                                              | 30.000   |

### Volver
| Land/Region          | Auszeichnungen für Musikverkäufe (Land/Region, Auszeichnung, Verkäufe) | Verkäufe |
| -------------------- | ---------------------------------------------------------------------- | -------- |
| Spanien (Promusicae) | Gold                                                                   | 50.000   |
| Insgesamt            | 1× Gold ·                                                              | 50.000   |

## Auszeichnungen nach Liedern

### Flor Pálida
| Land/Region          | Auszeichnungen für Musikverkäufe (Land/Region, Auszeichnung, Verkäufe) | Verkäufe |
| -------------------- | ---------------------------------------------------------------------- | -------- |
| Spanien (Promusicae) | Platin                                                                 | 60.000   |
| Insgesamt            | 1× Platin ·                                                            | 60.000   |

## Auszeichnungen nach Autorenbeteiligungen

### Qué hiciste (Jennifer Lopez)
| Land/Region          | Auszeichnungen für Musikverkäufe (Land/Region, Auszeichnung, Verkäufe) | Verkäufe |
| -------------------- | ---------------------------------------------------------------------- | -------- |
| Italien (FIMI)       | —                                                                      | 70.000   |
| Spanien (Promusicae) | 8× Platin (Single) · + 14× Platin (Klingelton)                         | 880.000  |
| Insgesamt            | 22× Platin ·                                                           | 950.000  |

### Ni tú ni yo (Jennifer Lopez)
| Land/Region          | Auszeichnungen für Musikverkäufe (Land/Region, Auszeichnung, Verkäufe) | Verkäufe |
| -------------------- | ---------------------------------------------------------------------- | -------- |
| Mexiko (AMPROFON)    | Gold                                                                   | 30.000   |
| Spanien (Promusicae) | Gold                                                                   | 20.000   |
| Insgesamt            | 2× Gold ·                                                              | 50.000   |

## Auszeichnungen nach Musikstreamings

### Rain Over Me
| Land/Region     | Auszeichnungen für Musikverkäufe (Land/Region, Auszeichnung, Verkäufe) | Verkäufe |
| --------------- | ---------------------------------------------------------------------- | -------- |
| Dänemark (IFPI) | Platin                                                                 | 100.000  |
| Insgesamt       | 1× Platin ·                                                            | 100.000  |

### Vivir Mi Vida
| Land/Region          | Auszeichnungen für Musikverkäufe (Land/Region, Auszeichnung, Verkäufe) | Verkäufe  |
| -------------------- | ---------------------------------------------------------------------- | --------- |
| Spanien (Promusicae) | Platin                                                                 | 8.000.000 |
| Insgesamt            | 1× Platin ·                                                            | 8.000.000 |

## Statistik und Quellen
| Land/RegionAuszeichnungen für Musikverkäufe (Land/Region, Auszeichnungen, Verkäufe, Quellen) | Silber     | Gold       | Platin         | Diamant     | Verkäufe   | Quellen                                                     |
| -------------------------------------------------------------------------------------------- | ---------- | ---------- | -------------- | ----------- | ---------- | ----------------------------------------------------------- |
| Argentinien (CAPIF)                                                                          | —          | Gold1      | —              | —           | 20.000     | capif.org.ar (Memento vom 6. Juli 2011 im Internet Archive) |
| Australien (ARIA)                                                                            | —          | Gold1      | 2× Platin2     | —           | 175.000    | aria.com.au                                                 |
| Belgien (BRMA)                                                                               | —          | 3× Gold3   | —              | —           | 65.000     | ultratop.be                                                 |
| Chile (IFPI)                                                                                 | —          | —          | Platin1        | —           | 15.000     | Einzelnachweise                                             |
| Dänemark (IFPI)                                                                              | —          | Gold1      | 2× Platin2     | —           | 35.000     | ifpi.dk                                                     |
| Deutschland (BVMI)                                                                           | —          | Gold1      | —              | —           | 150.000    | musikindustrie.de                                           |
| Ecuador (SOPROFON)                                                                           | —          | Gold1      | —              | —           | 3.000      | Einzelnachweise                                             |
| Finnland (IFPI)                                                                              | —          | Gold1      | —              | —           | 7.920      | ifpi.fi                                                     |
| Frankreich (SNEP)                                                                            | —          | Gold1      | —              | —           | 358.400    | infodisc.fr snepmusique.com                                 |
| Italien (FIMI)                                                                               | —          | —          | 3× Platin3     | —           | 180.000    | fimi.it                                                     |
| Kanada (MC)                                                                                  | —          | —          | 5× Platin5     | —           | 460.000    | musiccanada.com                                             |
| Kolumbien (ASINCOL)                                                                          | —          | —          | 15× Platin15   | —           | 140.000    | Einzelnachweise                                             |
| Mexiko (AMPROFON)                                                                            | —          | 10× Gold10 | 20× Platin20   | 4× Diamant4 | 2.780.000  | amprofon.com.mx                                             |
| Neuseeland (RMNZ)                                                                            | —          | Gold1      | 2× Platin2     | —           | 35.000     | aotearoamusiccharts.co.nz NZ2                               |
| Niederlande (NVPI)                                                                           | —          | 2× Gold2   | —              | —           | 80.000     | nvpi.nl                                                     |
| Norwegen (IFPI)                                                                              | —          | 2× Gold2   | 6× Platin6     | —           | 130.000    | NO NO2                                                      |
| Österreich (IFPI)                                                                            | —          | 2× Gold2   | —              | —           | 40.000     | ifpi.at                                                     |
| Peru (UNIMPRO)                                                                               | —          | 2× Gold2   | —              | —           | 20.000     | Einzelnachweise                                             |
| Polen (ZPAV)                                                                                 | —          | Gold1      | —              | —           | 25.000     | olis.pl                                                     |
| Portugal (AFP)                                                                               | —          | Gold1      | —              | —           | 20.000     | Einzelnachweise                                             |
| Schweden (IFPI)                                                                              | —          | 2× Gold2   | 2× Platin2     | —           | 135.000    | sverigetopplistan.se                                        |
| Schweiz (IFPI)                                                                               | —          | Gold1      | 2× Platin2     | —           | 85.000     | hitparade.ch                                                |
| Spanien (Promusicae)                                                                         | —          | 14× Gold14 | 52× Platin52   | —           | 3.050.000  | elportaldemusica.es ES2 ES3                                 |
| Uruguay (CUD)                                                                                | —          | —          | Platin1        | —           | 4.000      | cudisco.org (Memento vom 8. April 2015 im Internet Archive) |
| Vereinigte Staaten (RIAA)                                                                    | —          | 7× Gold7   | 59× Platin59   | 4× Diamant4 | 13.590.000 | riaa.com                                                    |
| Vereinigtes Königreich (BPI)                                                                 | 2× Silber2 | —          | —              | —           | 400.000    | bpi.co.uk                                                   |
| Insgesamt                                                                                    | 2× Silber2 | 55× Gold55 | 172× Platin172 | 8× Diamant8 |            |                                                             |